# Kasper Leisner
 Der er for få eller ingen kildehenvisninger i denne artikel, hvilket er et problem. Du kan hjælpe ved at angive troværdige kilder til de påstande, som fremføres i artiklen.

Kasper Leisner (født 29. april 1975) er en dansk skuespiller.
Leisner er uddannet fra Skuespillerskolen på Aarhus Teater i 2002. Han har efter uddannelse været tilknyttet Aarhus Teater, Det Kongelige Teater, Folketeateret, Plan B, Svalegangen, Grønnegårds Teatret og fra 2006 til 2016 Mungo Park. og derefter Teater Grob, Betty Nansen Teatret, Grønnegårdsteateret, Østre Gasværk Teater, Teater Grob, Det Kongelige teater. Han har medvirket i film og tv-serier og på radioteateret og er en hyppigt brugt stemme i tegnefim, live action og til speakopgaver. 

## Skuespiller CV

### Teater
- Hobitten. Det kongelige teater (2021 og 2022)
- Toves værelse. Folketeateret (2019)
- Skatteøen. Folketeateret (2019)
- Penthesilea. Det kongelige teater (2019)
- Sexpol. Teater Grob (2018)
- Røde Orm. Det kongelige teater (2018)
- Efter brylluppet. Betty Nansen Teateret (2017)
- Jordens Søjler. Østre Gasværk Teater (2017)
- Nordskoven. Betty Nansen Teateret (2017)
- Jeppe på bjerget. Grønnegårdsteateret (2016)
- Panda affæren. Teater Grob (2016)
- Soli Deo Gloria. Betty Nansen Teateret (2015)
- Mungo Park Teater. (2006-2016) Den anden. Othello. W. Den allersidste dans. Et andet sted. Kvinde kend din krop. Forførerens dagbog. Dette burde skrives i nutid. Nordskoven. Blazing world.
- Djævlens lærling. Refshaleøen i telt (2018)

### Tv-serier
- Anna Pihl (2006-2008)
- Kristian sæson 2 (2010)
- Forbrydelsen III (2012)
- Rita (2012)
- I hegnet DR (2013)
- Bedrag DR 1 og 2 (2015-2016)
- Gidseltagningen (2017)
- Kriger (2018)
- Gidseltagningen 2 (2018)
- Mellem os (2019)
- Minkavlerne (2019)
- Store Lars (2020)

### Film
- Hævnen (kortfilm) (2007)
- Forandring (kortfilm) (2008)
- Den Fremmede (kortfilm) (2009)
- Skytten (2013)
- Spies og Glistrup (2013)
- Itsi Bitsi (2013)
- En to tre nu (2016)
- Så længe jeg lever (2017)

### Danske Stemmer
- Drengen , Mulvarpen , Ræven og Hesten - Ræv
- Violetta - Germán Castillo
- Magi på Waverly Place - Jarry Russo
- Zack og Codys Søde Hotelliv - Arwin Hawkhauser
- Star Wars: The Clone Wars - Darth Maul
- Happy Feet - Lovelace
- To på flugt - Et hårrejsende eventyr - Vladimir
- Naruto - Might Guy
- Dinosaur King - Spike Taylor, Seth
- Total Drama Island - Chef
- Kickin' It - Bobby Wasabi
- Happy Feet 2 - Lovelace
- TRON: Uprøret - Clu
- Ultimate Spider-Man - Norman Osborn / Green Goblin
- The Avengers: Earth's Mightiest Heroes - Bruce Banner / Hulk, diverse roller
- Marvel's Avengers Assemble - Thor, Attuma
- Hulk and the Agents of S.M.A.S.H. - Blastaar, Thor
- Vaiana - Maui
- Tinkas Jule eventyr - fortæller
- Lego Legends of Chima - Lagravis, fortæller